# 張致平
張致平（1967年9月27日－），台灣資深體育主播，宜蘭縣人。曾任FOX體育台副總經理，當FOX體育台終止在台營運後，和其他曾在FOX工作的夥伴們一同成立體育品牌法斯博。

## 簡介

### TVIS
1994年，張致平進入年代工作，同年年代集團標下中職第5年～第7年轉播權,張致平初次接觸棒球轉播。該時期TVIS製播世界女排大獎賽,科班出身的張致平在排球轉播上一鳴驚人,隨後在CBA中華職籃時期大放異彩,張致平以豐富的聲音表現力及敏銳觀察力見稱,擅長以生動活潑方式描繪比賽,CBA時期,他跟球評詹啟聖開創出全新風格播報方式,類似脫口秀的播報風格,加上緊湊的節奏，讓球迷為之瘋狂，成為當時球迷的另一崇拜對象。

### 東森時期
1996年，東森高價標下CBA三年轉播權,挖角張致平進入東森，擔任體育主播及製作人。之後，張在東森旗下東森育樂台，播報CBA中華職籃。
1999年5月，東森製播法國網球公開賽，科班出身的張致平在網球播報上建立口碑,成為球迷最愛。CBA封館後,初期張致平仍在育樂台播報體育賽事,後期因頻道異動,張致平轉戰東森新聞,數位高球台,節目部經管工作,之後榮升為節目部協理,負責綜合及戲劇台維運工作,兼管藝人經紀部門。

### 福斯時期
2013年，張致平時任節目部節理兼任東森綜合台台長，適逢Fox Sports整併ESPN進軍台灣。張致平轉戰FOX體育台擔任副總經理一職。

### 法斯博時期
FOX體育台在2021年退出台灣後，眼見媒體市場的轉變，張致平便與其他資深媒體人合組法斯博並擔任執行長一職，專攻網路媒體經營。
爾後，自2021年10月下旬起，擔任企業排球聯賽的現場主播。

## 經歷
- TVIS、TVBS台主播（1994─1996年）
- 東森育樂台主播兼製作人
- 東森新聞體育中心主任
- 東森數位高球台台長
- 東森節目部協理兼綜合台、戲劇台長
- 東森藝人經紀部主管
- 電視金鐘獎執行秘書（2005─2006年）
- 台維斯盃中華隊領隊（2005─2006年）
- 博斯運動頻道主播及顧問
- 中華民國網球協會選訓委員
- FOX體育台副總經理
- 2014年中華民國全民運動會媒體諮詢委員
- 企業排球聯賽主播（自第17年起）
- 大專排球聯賽（112學年度四強賽、季軍賽、冠軍賽）